# Bork (Kyritz)
Bork ist ein Ortsteil der Stadt Kyritz im Landkreis Ostprignitz-Ruppin (Brandenburg). Der Ort bildete von 1957 bis 2002 zusammen mit dem Ortsteil Lellichow die Gemeinde Bork/Lellichow, die zu Jahresende 2002 in die Stadt Kyritz eingemeindet und aufgelöst wurde. Seit 2003 ist Bork (und auch Lellichow) ein Ortsteil der Stadt Kyritz.

## Geographie
Bork liegt am nördlichen Ende des Borker Sees, dessen Name vom Dorf abgeleitet ist. Der Borker See ist Teil der Kyritzer Seenkette, einer glazialen Schmelzwasserrinne. Der Borker See (einschließlich Salzsee und Obersee) wurde 1979 durch den Dossespeicher Kyritz um bis zu fünf Meter angestaut und hat seine Fläche stark vergrößert. Die drei Seen sind dadurch zu einer Seefläche zusammengewachsen. Bork hat zusammen mit Lellichow eine gemeinsame Gemarkung. Die frühere Gemarkung von Bork bzw. das Gebiet des heutigen Ortsteils grenzt im Norden an die Gemarkung von Königsberg (Ortsteil von Heiligengrabe), im Osten an das Gebiet des Kyritzer Ortsteils Lellichow und den Kyritzer Ortsteil Teetz-Ganz, im Süden an das Gebiet der Kernstadt Kyritz (einschließlich des Borker Sees), und auf sehr kurzer Strecke an den Kyritzer Ortsteil Drewen und im Westen an Wutike (Ortsteil der Gemeinde Gumtow). Der Ortskern liegt bei etwa 48 m ü. NHN. Der höchste Punkt des Ortsteils Bork liegt im Norden der ehemaligen Gemarkung bei knapp über 55 m ü. NHN. Tiefster Punkt ist der Seespiegel des Borker Sees, der etwa zwischen 40,5 m ü. NHN und 38,5 m ü. NHN schwankt. Der Borker See gehört überwiegend zur Kernstadt Kyritz und zum Ortsteil Lellichow. Lediglich die Überflutungsbereiche durch den Anstau liegen auf dem Gebiet des heutigen Ortsteils. Auch der Mühlteich gehört zum Ortsteil Lellichow und reicht nur mit einem sehr kleinen Arm auf die ehemalige Borker Gemarkung.

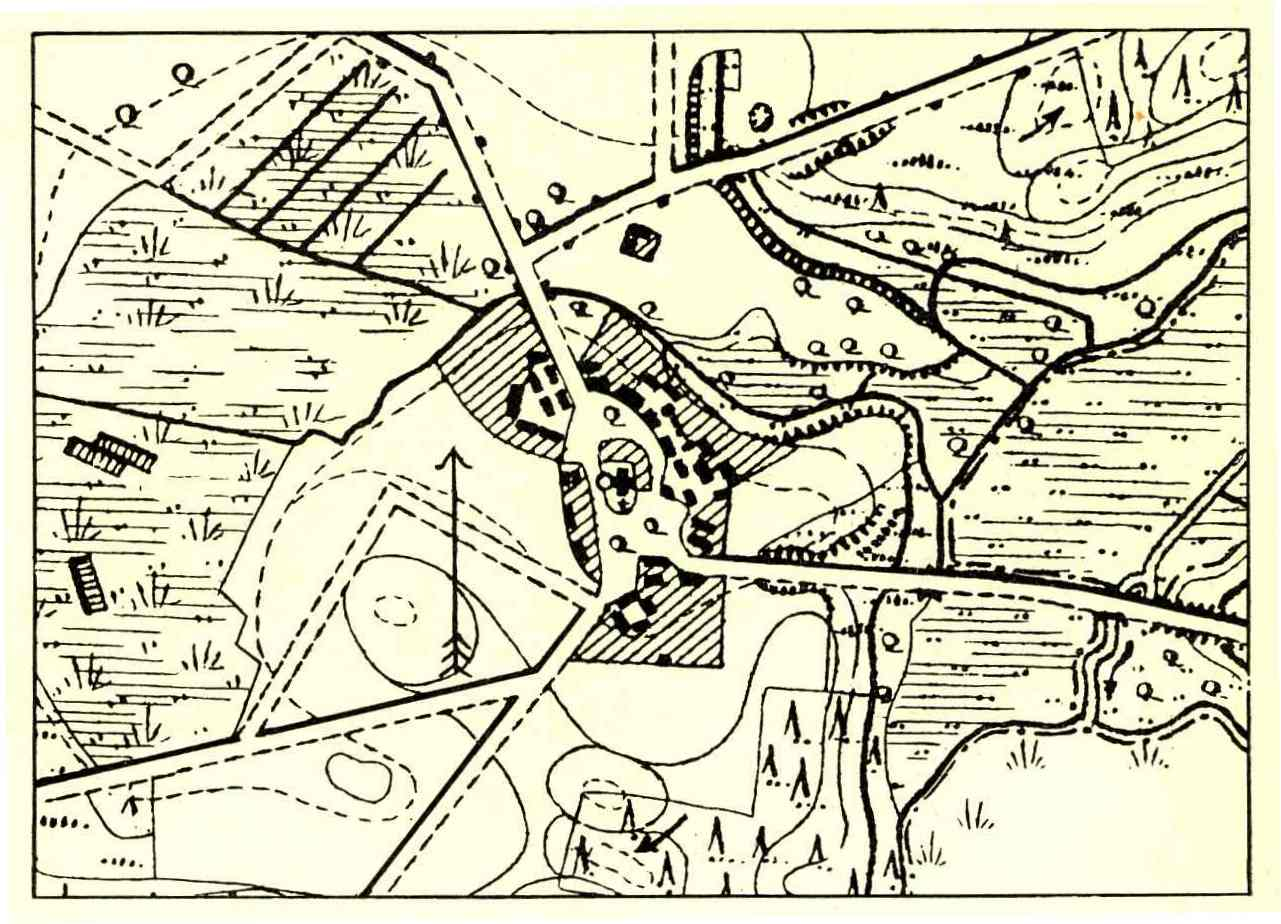
Dorfplan von Bork (um 1900), aus Die Kunstdenkmäler des Kreises Ostprignitz von 1907

## Geschichte
Bork wurde 1375 im Landbuch Karls IV. erstmals urkundlich als Borke genannt. Der Ortsname leitet sich von einer aplb. Grundform *Borek oder *Borky ab; es ist die Verkleinerungsform von alpb. *bor = Nadelwald. Der Name wäre somit als Ort am Nadelwäldchen zu übersetzen. Von der Dorfstruktur her ist es ein Rundling oder ein halbes Runddorf.
Zur Zeit der Erstnennung gehörte Bork zur markgräflichen Vogtei Fretzdorf (später auch Herrschaft Fretzdorf genannt). Der Markgraf hatte jedoch die meisten Rechte und Abgaben bereits weiter verlehnt an Vasallen. 

„Borke. Dominus habet precariam super 4½ mansis et servicia super totam villam, sed vasalli ceterorum mansorum domini dicunt, quod dominus de iure servicium non deberet habere nisi super 4½ mansis predictis. Quilibet mansus dat ad Michaelis 20 den. Brand. et Walburgis 8 den. et similiter 1½ modium siliginis, 1½ modium ordei et 3 modios avene. Schultze, Landbuch, S.24.“

„Item in villa Borke 4½ mansi, quilibet 28 denarios, 1½ modium siliginis, 1½ modium ordei et 3 modios avene. Habet ibidem servicium curruum. Summa: 22 grossi. Schultze, Landbuch, S.48“

Dem Landesherrn standen also nur noch die Wagendienste des ganzen Dorfes und die Bede von 4½ Hufen zu. Seine (namentlich nicht genannten) Vasallen der anderen Hufen behaupteten jedoch, dass ihm die Wagendienste der 4½ Hufen nicht zuständen. Jede der 4½ Hufen gab zu Michaelis (29. September) 20 Brandenburgische Pfennige und zu Walburgis (25. Februar) 8 Pfennige, 1½ Scheffel Roggen, 1½ Scheffel Gerste und drei Scheffel Hafer. In der Summe ergab das 22 Groschen.
1422 brannten mecklenburgische Raubritter die Kirche, Turm mit den Glocken und die Speicher auf dem Kirchhof nieder. Der Schaden wurde auf 200 Schock Böhmische Groschen geschätzt. Weiter stahlen sie Ochsen und Kühe sowie Hausgerät; dann zündeten sie die Häuser an, die zu der Zeit voller Korn waren. Der Schaden wurde auf 300 Schock Böhmischer Groschen taxiert. Aus dem Jahr 1427 liegt eine erneute Schadensklage vor. 
1438 belehnte der brandenburgische Markgraf Friedrich II. die Vettern Hans, Dietrich und Henning von Klitzing mit verschiedenen Gütern, darunter war auch das halbe Dorf Bork. Es war eine Wiederbelehnung, d. h. die Familie v. Klitzing besaß diese Güter schon einige Zeit vorher. Im selben Jahr übereignete Friedrich II. die Vogtei Fretzdorf bzw. später auch Herrschaft Fretzdorf genannt, an Bischof Konrad von Havelberg. Lehensherr der v. Klitzing war nun nicht mehr der brandenburgische Markgraf, sondern der Bischof von Havelberg. 1472 bestätigte der brandenburgische Kurfürst Albrecht III. die Lehn der Brüder Albert, Beteke und Lippolt sowie ihrer Vettern Hans, Heinrich und Klaus, Söhne des Dietrich. Er bestätigte ihnen auch die vom Bischof zu Havelberg gehenden Lehnstücke, darunter das ganze Dorf Bork mit den Gewässern dazu, den Borker See und den Stolper See (oder heute Obersee). Mit der anderen Hälfte des Dorfes belehnte Bischof von Havelberg den Achim von Ditte. 1470 verkaufte dieser seine Hälfte an die v. Klitzing auf Demerthin und Drewen. 1472 wird Bork als Dorf mit freiem Schulzengericht bezeichnet. Um 1500 gehörte das Dorf dem Beteke v. Klitzing auf Drewen. 1504 bestätigte Bischof Johann V. von Havelberg dem Engelke und Thomas von Warnstedt zu Königsberg, Fretzdorf und Kaakstedt das Recht, von den Bewohnern von Bork jeden Freitag von Ostern bis Michaelis 2½ S. Fischgeld zu bekommen. 1576 brannte fast der halbe Ort ab; von 19 (oder 20?) Höfen waren acht Höfen abgebrannt. 1558 waren Andreas und Dietrich von Klitzing die Collatores (Patrone) der Kirche 1596 räumten die v. Klitzing der Gemeinde Bork ein Drittel der wüsten Feldmark Lellichow als Ersatz für der Gemeinde Bork entzogenes Land. Dieses Drittel ist in der Feldmark Bork aufgegangen (entspricht in etwa der Flur 4 der Gemarkung Bork-Lellichow). Im Dorf wohnten 1598 (und auch noch 1609) der Schulze, er bewirtschaftete zwei Hufen, und 19 Einhufenbauern. Obwohl aus der Zeit des Dreißigjährigen Krieges keine Nachrichten vorliegen, muss davon ausgegangen werden, dass der Ort fast zerstört wurde. 1652 war kein Bauer mehr ansässig, in vier Fischerkaten wohnten elf erwachsene Personen. 
1665 mussten die von Klitzing den Ort an die von Platen verkaufen, allerdings auf Wiederkauf. 1686 waren von den 20 Bauernhöfen vor dem Dreißigjährigen Krieg erst zehn wieder besetzt. Die Äcker der zehn wüsten Höfe wurden von den zehn ansässigen Bauern mit bewirtschaftet. Insgesamt wurden drei große Felder beackert, auf denen die Hufeneinteilung verloren gegangen waren. Die Aussaat auf den zehn Hufen betrug 9 Wispel 8 Scheffel. Die Qualität des Ackerlandes wird als mittelmäßig beschrieben Immerhin ernteten die Bauern das vierte Korn. Außerdem war noch bewachsenes, aber unbrauchbares Land vorhanden. Es gab keinen Lehnschulze und auch keine Freihufen. Auch ein Krug war nicht vorhanden; allerdings schenkte ein Bauer gelegentlich etwas aus. Die Borker durften im Borker See mit dem Staknetz fischen. Dafür mussten sie aber dem Rittergutsbesitzer Ulrich Christoph von Stille auf Fretzdorf bestimmte Abgaben leisten. Die Versorgung mit Brennholz war schlecht, auch die Wiesen und damit die Hütung war dürftig. Die Bauern konnten nur in geringem Umfang Schweinemast betreiben. Der Bau der Lellichower Mühle 1696 durch die v. Platen brachte viel Ärger mit den Nachbarn ein, die die Mühle ebenfalls für sich beanspruchten. Letztendlich wurde sie dem Amt Wittstock überwiesen. Erst 1714 konnten die v. Klitzing auf Demerthin und Drewen den Wiederkauf von Bork auch realisieren. Von nun an zinsten 15 Bauern den v. Klitzing auf Demerthin, 5 Bauern und die Lellichower Mühle (ab 1745) den v. Klitzing auf Drewen. Hier sind sicher 20 Hufen gemeint bzw. der Zustand vor dem Dreißigjährigen Krieg beschrieben, denn 1719 waren nur zehn Bauern, ein Einlieger und ein Hirte mit Vieh in Bork ansässig. Die zehn Hufen wurden mit sechs Groschen zur Steuer veranlagt. 1734 sind weiterhin zehn Bauern, nun aber sechs Häuslinge, ein Müller (auf der Lellichower oder Borker Mühle) und ein Schäfer dokumentiert. Zur Lellichower Mühle gehörten 1744 94 Morgen Land. Die Borker Mühle war eine Wassermühle mit einem Gang. Zu dieser Zeit hatten die Borker Bauern auch das zum Amt Wittstock gehörende Drittel der Feldmark Lellichow in Zeitpacht. 1768 wurde ihnen jedoch diese Feldmark entzogen, als das Amt zunächst ein Vorwerk, später eine Kolonie auf der Feldmark errichten ließ. 1793 wurden 13 Feuerstellen (Häuser) in Bork gezählt, ebenso 1801. 1795 hatten die Borker Bauern die Flur „Schmul“ auf der Feldmark des wüsten Ortes Barenthin in Zeitpacht. Noch vor 1800 kam der Anteil der v. Klitzing von Drewen an die v. Klitzing in Demerthin, denn 1801 gehörte Bork Christoph Wilhelm Kaspar Friedrich von Klitzing (1754–1811) auf Demerthin allein. Auch 1817 und dann 1841 ist als Besitzer von Bork nur der Ritterschaftsrat Ludwig v. Klitzing auf Demerthin genannt. Er kaufte 1824 die kleine Herrschaft Kolzig in Schlesien (Krs. Grüneberg).

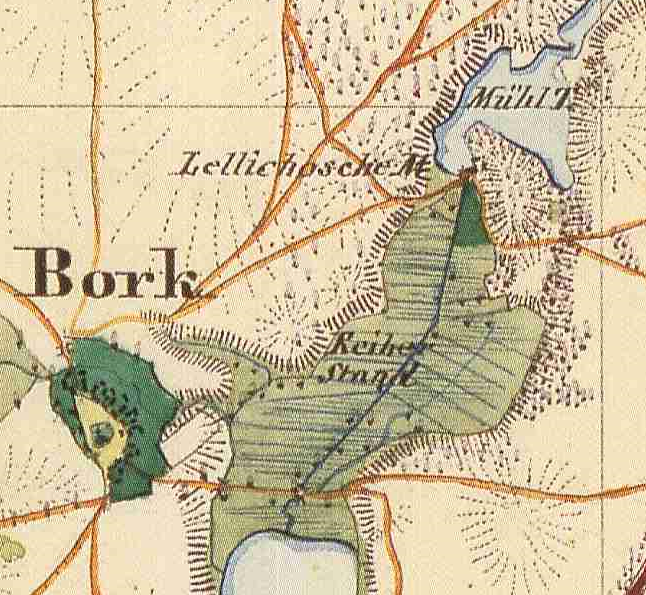
Bork auf dem Urmesstischblatt 2940 Blumenthal von 1841

1819 gab es weiterhin zehn Bauernhöfe, außerdem wohnten ein Kätner, ein Hirt mit Vieh und ein Hirt ohne Vieh im Dorf. Im Urmesstischblatt von 1846 gab es im Ort dann 15 Wohnhäuser. 1860 wurden drei öffentliche Gebäude, 19 Wohngebäude und 29 Wirtschaftsgebäude in Bork registriert. 1900 waren es dann schon 21 Häuser. 1907 hatte der Gemeindevorsteher einen Hof mit 78 ha, die neun anderen Bauern hatte 143 ha, 123 ha, 123 ha, 71 ha, 69 ha, 68 ha, 63 ha, 57 ha und 21 ha. Die zwei Kossäten bewirtschafteten 21 ha und 15 ha. Zwei weitere Eigentümer hatten zusammen acht Hektar. 1911 wurde die Freiwillige Feuerwehr Bork-Lellichow gegründet. 1931 bestand der Ort schon aus 20 Wohnhäusern. 1939 waren die meisten Einwohner noch in der Land- und Forstwirtschaft tätig. In der Industrie und im Handwerk gab es fünf Beschäftigte, in Handel und Verkehr sieben Beschäftigte. 
Nach dem Zweiten Weltkrieg wurden in der Bodenreform von 1945/6 240,39 ha enteignet. 2,93 ha wurden an sechs Neubauern verteilt, 164,86 an 12 Bürger und 26,35 ha an fünf Altbauern. Der Rest ging an die Gemeinde Bork und die Vereinigung der gegenseitigen Bauernhilfe (VdgB). 1953 gründete sich in Lellichow die erste Landwirtschaftliche Produktionsgenossenschaft (LPG) vom Typ I „Einigkeit“ mit 16 Mitgliedern und 65 ha landwirtschaftlicher Nutzfläche. 1955 erfolgte dann die Gründung der LPG Typ III „Märkischer Sand“ Bork-Lellichow. 1959 wurde diese LPG mit den LPG’s Typ III in Drewen und Wutike zur LPG Typ III „Vereinte Kraft“ mit Sitz in Wutike zusammengeschlossen. 1960 hatte die daneben noch bestehende LPG Typ I „Einigkeit“ 21 Mitglieder mit 106 ha Nutzfläche. 1964 wurde die LPG Typ III „Vereinte Kraft“ wieder aufgelöst und es erfolgte die Neugründung der LPG Typ III „Märkischer Sand“ Bork-Lellichow. Die LPG Typ I „Einigkeit“ wurde nun an die LPG Typ III „Märkischer Sand“ angeschlossen. 1978 wurde die LPG Tierproduktion Bork-Lellichow in Lellichow gegründet. 1989 hatte der Staatliche Forstwirtschaftsbetrieb Kyritz ein „Jagdhaus“ in Bork. 1991 befand sich die LPG Tierproduktion Bork-Lellichow in Liquidation und wurde 1994 aufgelöst.
Um 1850 wurde eine erste Schule in Bork gebaut (Alte Schule, Borker Straße 8). 1930 wurde exakt auf der Gemarkungsgrenze der Gemeinden Bork und Lellichow eine neue Schule errichtet (Alte Schule Bork 1), die bis 1970 genutzt wurde.
| Jahr      | 1734 | 1772 | 1791 | 1801 | 1817 | 1837 | 1858 | 1871 | 1895 | 1910 | 1925 | 1939 | 1946 |
| Einwohner | 94   | 86   | 86   | 84   | 75   | 119  | 115  | 127  | 106  | 99   | 124  | 93   | 183  |

2003 bis 2007 wurde das Backhaus in Bork in Eigenleistung errichtet. 

### Politische und kommunale Zugehörigkeit
Bork liegt in der historischen Landschaft der Prignitz und gehörte bis 1816 zum Kyritzischen Kreis. In der Kreisreform von 1817 wurde die Prignitz in zwei neue Kreise geteilt; Bork kam zum Kreis Ostprignitz. Bei der Kreisreform von 1952 wurden die beiden bisherigen Kreise aufgelöst und vier neue Kreise gebildet. Bork kam zum Kreis Kyritz. 1957 wurde Lellichow nach Bork eingemeindet. Im Zuge der Ämterbildung im 1990 neu gebildeten Land Brandenburg schloss sich Bork-Lellichow mit sechs anderen Gemeinden und der Stadt Kyritz zum Amt Kyritz zusammen. Zum 31. Dezember 2002 wurde Bork-Lellichow in die Stadt Kyritz eingegliedert und aufgelöst. Seither ist Bork ein Ortsteil von Kyritz. Der Ortsbeirat besteht aus drei Mitglieder, die aus ihrer Mitte den Ortsvorsteher wählen.

### Kirchliche Zugehörigkeit
1422 war eine Kirche in Bork vorhanden. Schon einige Jahre vor 1553 („seit alters“) war sie Tochterkirche von Wutike. 1553 bis 1557 wurde sie von Rosenwinkel kuriert, 1581 und 1600 von Drewen. 1558 hatte der jeweilige Pfarrer 38 Scheffel Roggen und 1581 41 Scheffel Roggen. Von jedem Totenbegräbnis, der Einsegnung der Sechswöchnerin und das Einläuten der Braut erhielt der Pfarrer je einen Schilling. Außerdem stand ihm der Vierzeitenpfennig (abzugeben an Ostern, Pfingsten, Michaelis und Weihnachten), fünf Eier von jeder Hufe und eine Wurst auf Weihnachten zu. Dem Gotteshaus gehörte ein Kelch und eine Monstranz. und ein Stück Acker, daß inß sechste jar vngefehr 2 schfl korn dauon fehlt. Auch die Kirche hatte den Vierzeitenpfennig (oder nur einen Anteil?). Nach einer Notiz, die 1581 ergänzt wurde, soll die Kirche nach Erzählungen der Leute noch ein Stück Land auf der Feldmark Wutike gehabt haben, das die Dusedows bewirtschaftet haben. Das sollte noch untersucht und der Acker der Kirche wieder gegeben werden. Das Dorf hatte zu dieser Zeit keinen Küster. Den Bauern in Drewen wurde allerdings auferlegt in Bork ein Küsterhaus für einen Küster zu erbauen. 1600 hatte Bork wieder einen Küster. Ein jeder musste ihm sechs Schilling Lohn geben. Der Kirche gehörte zu dieser Zeit eine Patene, ein rörichen und ein grünes Damastmessgewand. Die Inspektoren bemängelten, dass der Pfarrer den Abschied von 1581 nicht mehr vorzeigen konnte und eine schlechte Rechnungsführung gemacht hatte. In der Kirchenrechnung war kein Einkommen eingetragen.
1612 war Bork wieder Tochterkirche von Wutike, 1652, 1775 und 1900 wieder von Drewen. 1949 wurde die Gemeinde aus dem Pfarrsprengel Drewen ausgegliedert und in den Pfarrsprengel Wutike eingegliedert. Der Pfarrsprengel gehörte zum Kirchenkreis Kyritz. 1973 wurde Bork aus dem Pfarrsprengel Wutike wieder ausgegliedert und dem Pfarrsprengel Königsberg zugewiesen und gehörte nun zum Kirchenkreis Wittstock. Im Jahre 2015 gehörte Bork zum Evangelischen Pfarrbereich Papenbruch des Kirchenkreises Wittstock-Ruppin.

## Denkmale und Sehenswürdigkeiten
Die Denkmalliste des Landes Brandenburg für den Landkreis Ostprignitz-Ruppin verzeichnet zwei Baudenkmale und sechs Bodendenkmale auf dem Gebiet des heutigen Ortsteils Bork (bzw. der früheren Gemarkung Bork).

## Baudenkmale
Die für Bork ausgewiesenen Baudenkmale sind:
- Nr.09170521 Borker Straße 1: Dorfkirche. Die evangelische Kirche wurde 1909/1910 durch den Königlichen Baurat und Architekten Georg Büttner erbaut. Patronatsherrin war Adda von Klitzing auf Demerthin, die 40 % der Baukosten beitrug. Der Backsteinbau ersetzte eine ältere Fachwerksaalkirche mit rechteckigem Bretterturm über dem westlichen Teil von 1664.[4] Zwei Kabinettscheiben sind mit 1664 datiert und stammen aus der alten Kirche. Die heutige Kirche wurde 1993 restauriert.[17][22]
- Nr.09171048 Alte Schule: Alte Schule Bork 1 (gemeinsame Schule von Bork und Lellichow von 1930)
- Nr.09170522 Alte Schule: Borker Straße 8 (Vorgängergebäude der gemeinsamen Schule von Bork und Lellichow)

### Bodendenkmale
Die auf dem Gebiet des Ortsteils Bork liegenden Bodendenkmale sind:
- Nr.100030 Flur 2: der Dorfkern des Mittelalter, und der Dorfkern der Neuzeit
- Nr.100161 Flur 4,7: eine Siedlung der Ur- und Frühgeschichte
- Nr.100162 Flur 3: eine Siedlung der Ur- und Frühgeschichte
- Nr.100163 Flur 3: eine Siedlung der Ur- und Frühgeschichte
- Nr.100165 Flur 1,7: eine Mühle des deutschen Mittelalters, eine Mühle der Neuzeit (Borker Mühle)
- Nr.100160 Flur 4,8: ein Burgwall des slawischen Mittelalter

## Naturschutzgebiet Mühlenteich
Zum Gebiet des Ortsteils Bork gehört der kleinere Teil des Naturschutzgebietes Mühlenteich; der größere Teil liegt auf dem Gebiet des Ortsteils Lellichow. Das Naturschutzgebiet ist Teil einer glazialen Schmelzwasserrinne, die sich im Süden in die Kyritzer Seenkette fortsetzt. Im Naturschutzgebiet liegt der namengebende Mühlenteich und Feuchtgebiete entlang der Klempnitz, die in den Mühlenteich mündet. Am Abfluss der Klempnitz aus dem Mühlenteich lag die heute nicht mehr existierende Borker Mühle (früher auch Lellichower Mühle genannt).

## Mit Bork verbundene Personen
- Bernhard Bosecker (* 1947), Bork-Historiker, Turmbläser, wohnt in Bork